# Być jak Kazimierz Deyna
Być jak Kazimierz Deyna – polska komedia obyczajowa z 2012 roku w reżyserii Anny Wieczur-Bluszcz.

## Fabuła
Akcja filmu rozpoczęła się w 1977 roku. W dniu, w którym Kazimierz Deyna strzelił gola podczas meczu piłkarskiego Polska-Portugalia, urodził się syn Stefana (w tej roli Przemysław Bluszcz). Stefan uznał to za znak, że malec podobnie jak Deyna osiągnie sukces piłkarski. W wyniku tego Stefan nadał dziecku imię Kazimierz. Po kilku latach Kazik (w tej roli Aleksander Staruch) trenował pod okiem ojca, ale nie odniósł znaczących sukcesów. Pomimo niepowodzeń Stefan uważał, że jego syn trafi w przyszłości do polskiej reprezentacji w piłce nożnej. Później Kazik rozpoczął treningi u profesjonalnego trenera, ale i z jego pomocą nie odniósł znaczących sukcesów. Dorastający Kazik (w tej roli Marcin Korcz) postanowił znaleźć własny cel w życiu.

## Obsada
Opracowano na podstawie materiału źródłowego.
- Marcin Korcz – dorosły Kazik
- Aleksander Staruch – Kazik 9–10-letni
- Sonia Bohosiewicz – wydawca
- Przemysław Bluszcz – ojciec Kazika
- Michał Piela – trener
- Krzysztof Kiersznowski – trener drużyny przeciwnej
- Rafał Rutkowski – ksiądz
- Gabriela Muskała – matka Kazika
- Jadwiga Gryn – Magda
- Jerzy Trela – dziadek Kazika
- Małgorzata Socha – nauczycielka
- Helena Sujecka – Niunia
- Julia Kamińska – Kujonka
- Kamil Kulda – „Banan”
- Mateusz Sacharzewski – „Rudy”
- Błażej Pieczonka – zakapior Iwan
- Jędrzej Kubica – „Banan” 9-letni
- Dawid Drężek – „Rudy” 9-letni
- Rafał Królikowski – dyrektor wydawnictwa
- Piotr Głowacki – kierowca Andrzej
- Michał Żurawski – „Travolta”
- Julia Kulda – Niunia 12-letnia
- Bogdan Grzeszczak – mechanik Maniek
- Wojciech Skibiński – kierownik warsztatu
- Ireneusz Czop – lekarz przy porodzie
- Michał Meyer – pielęgniarz przy porodzie
- Agnieszka Sztuk – pielęgniarka
- Katarzyna Cynke – pielęgniarka
- Kinga Ciesielska – „Caryca”
- Jerzy Łapiński – wykładowca
- Andrzej Kozak – wykładowca
- Wiesław Cichy – wenerolog
- Maria Gładkowska – teściowa
- Jacek Bursztynowicz – teść
- Grzegorz Ciągardlak – sędzia
- Marta Polak – „Gruba Kaśka”
- Joanna Bondarowska – Karolina
- Julia Mańkowska – dziewczyna „Travolty”
- Tomasz Krzyżanowski – zakapior Sasza
- Tomasz Oświeciński – „Kark”
- Aleksandra Lemba – Murzynka
- Artur Gortatowski – manager obiektu
- Alnaskif Moh – szef Arab
- Adam Zdrójkowski – ministrant
- Jakub Zdrójkowski – ministrant
- Agnieszka Ryszczuk – flecistka
- Emilia Dankwa – Niunia w dzieciństwie

## Produkcja
Zdjęcia plenerowe do filmu powstały w Czerwińsku nad Wisłą i w Dobryszycach.